# Matt Warman
Matthew Robert Warman, né le 1er septembre 1981 au Borough londonien d'Enfield, est un ancien journaliste et un homme politique du parti conservateur britannique.
Il est député pour Boston et Skegness de 2015 à 2024.
Il est nommé chef whip du gouvernement le 23 avril 2019 et sous-secrétaire d'État parlementaire auprès de Nicky Morgan, ministre du Numérique et de la Culture, le 24 juillet 2019.

## Biographie
Il fait ses études à la Haberdashers 'Aske's Boys' School et à l'Université de Durham, où il obtient un diplôme en anglais.
Il travaille pour The Daily Telegraph de 1999 à 2015, principalement sur les sujets liés à la technologie et au numérique.
Au Parlement, il est membre du Comité restreint sur les sciences et la technologie  et copréside le Groupe parlementaire multipartite sur le haut débit et la communication numérique et Pictfor (Forum parlementaire sur l’Internet, les communications et la technologie).
Warman est opposé au Brexit avant le référendum de 2016 mais, sa circonscription vote pour le Brexit à 74,9%, le record au Royaume-Uni.